# Малиновка (Бердянский район)
Малиновка (укр. Малинівка) — село,
Николаевский сельский совет,
Бердянский район,
Запорожская область,
Украина.
Код КОАТУУ — 2320683502. Население по переписи 2001 года составляло 135 человек.

## Географическое положение
Село Малиновка находится в 3-х км от левого берега реки Буртичия.
По селу протекает пересыхающий ручей с запрудой.
Рядом проходит автомобильная дорога Т-0819.

## История
- 1812 — дата основания.